# Čagljevi
Čagljevi ili šakali je naziv za tri vrste iz roda pasa (lat. Canis), malene do srednje veličine, koji nastanjuju Afriku, Aziju i jugoistočnu Europu.

## Opis
Čagljevi popunjavaju sličnu ekološku nišu kao i kojot (nekada zvan američki čagalj) u Sjevernoj Americi; i jedni i drugi su svejedi, mogu loviti životinje malene do srednje veličine, a i poznati su strvinari. Duge noge i pseći zubi su dobro prilagođeni lovu na malene sisavce, ptice i gmazove. Velika stopala i spojene kosti noge omogućavaju im da dulje vrijeme mogu trčati brzinom od 16 km/h. Najaktivniji su u zoru i navečer.

## Ponašanje
Čagljevi obrazuju monogamne parove i brane svoj teritorij od drugih parova. Agresivno ga brane i kasnije označavaju mokraćom ili izmetom. Teritorij može biti dovoljno velik i za mlade tog para, koji još uvijek nisu osnovali svoj teritorij. Ponekada se okupljaju u malene čopore, naprimjer da jedu strvinu, ali obično love sami ili u paru.

## Vrste
| Vrsta                           | Troimeno autorstvo | Opis | Stanište                                                                 |
| ------------------------------- | ------------------ | --- | ------------------------------------------------------------------------ |
| Prugasti čagalj Canis adustus   | Sundevall, 1847.   | Primarno obitava u šumovitim predjelima što nije običaj drugih čagljeva. Najmanje je agresivan i rijetko se hrani većim sisavcima.                                                                                                 | središnja i južna Afrika                                                 |
| Zlatni čagalj Canis aureus      | Linnaeus, 1758.    | Najveći od svih čagljeva i jedina vrsta čaglja koja obitava i izvan Afrike. Genetska istraživanja su dokazala da je rodbinski bliži sivom vuku i kojotu                                                                            | Sjeverna Afrika, Jugoistočna Europa Srednji Istok, zapadna i južna Azija |
| Crnoleđi čagalj Canis mesomelas | Schreber, 1775.    | Najmanji od svih čagljeva, a smatra se da je i najdulji živući pripadnik roda pasa (Canis). Najagresivniji je od svih čagljeva, poznato je da napada životinje znatno veće od sebe, a i odnosi unutar čopora znaju biti svadljivi. | Južna Afrika i istočna obala Kenije, Somalije i Etiopije                 |

## Čagalj u Hrvatskoj
U Hrvatskoj živi jedna podvrsta zlatnog čaglja, koji je rasprostranjen u južnim primorskim predjelima, osobito na poluotoku Pelješcu, gdje ga se često može vidjeti u ranim jutarnjim satima kako se neometano šeta vinogradima.
Ratna zbivanja i učestale eksplozije tijekom Domovinskog rata vjerojatno su nagnale Čagljeve na prijelaz preko rijeka Save i Kupe, te ih se stoga danas sve više susreće i nizinskim predjelima a osobito u Slavoniji.[nedostaje izvor]. Ljudi ih često mijenjaju s lisicom, premda joj ne sliče u tolikoj mjeri jer su osjetno veći i sivije su boje slične vuku.